# منسق حفلات أعراس

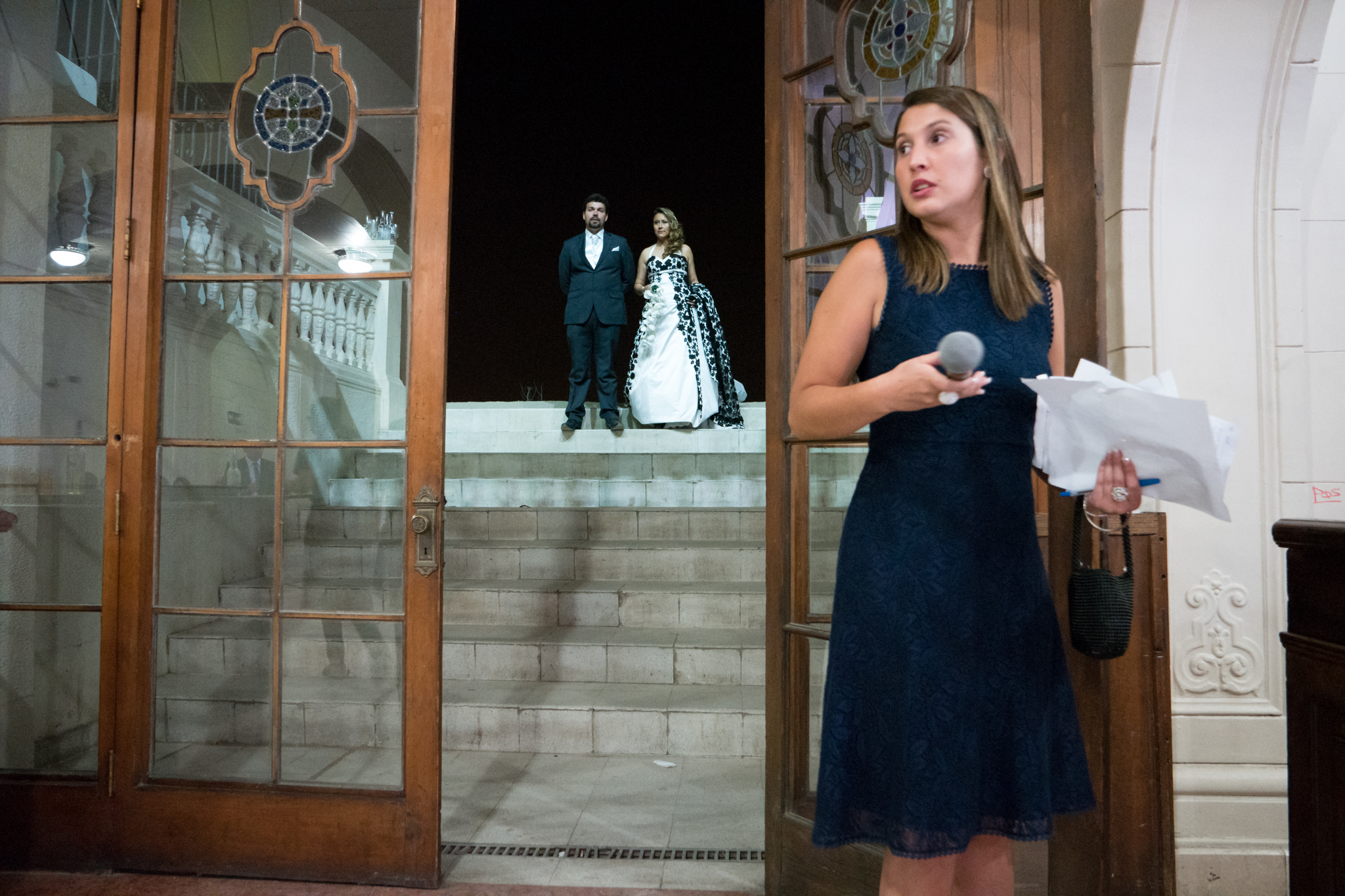
منسقة حفلات أعراس في تشيلي

منسق أو مخطط حفلات الزفاف، هو اختصاصي يساعد في تصميم وتخطيط وإدارة حفلات الزفاف للعملاء. نظراً لخصوصية الزفاف في حياة الناس، ينفق الناس مبالغ قد تكون طائلة لضمان حفل زواج منظم ومبتكر. يوظف منسقو حفلات الزفاف من قبل المقبلين على الزواج ويعملون لديهم لساعات طويلة للتخطيط لحفل الزفاف وما يتعلق به من إدارة الموقع والموارد والمدعوين.
يتواجد منسقو الحفلات المحترفون في مختلف دول العالم، لكن هذه المهنة شائعة في الولايات المتحدة والهند وأوروبا الغربية والصين. كما تتوفر دورات تخطيط الأعراس لأولئك الذين يرغبون في احتراف هذه المهنة. يتقاضى منسق الحفلات نسبة مئوية من إجمالي تكلفة الزفاف أو مبلغاً مقطوعة.

## الخدمات

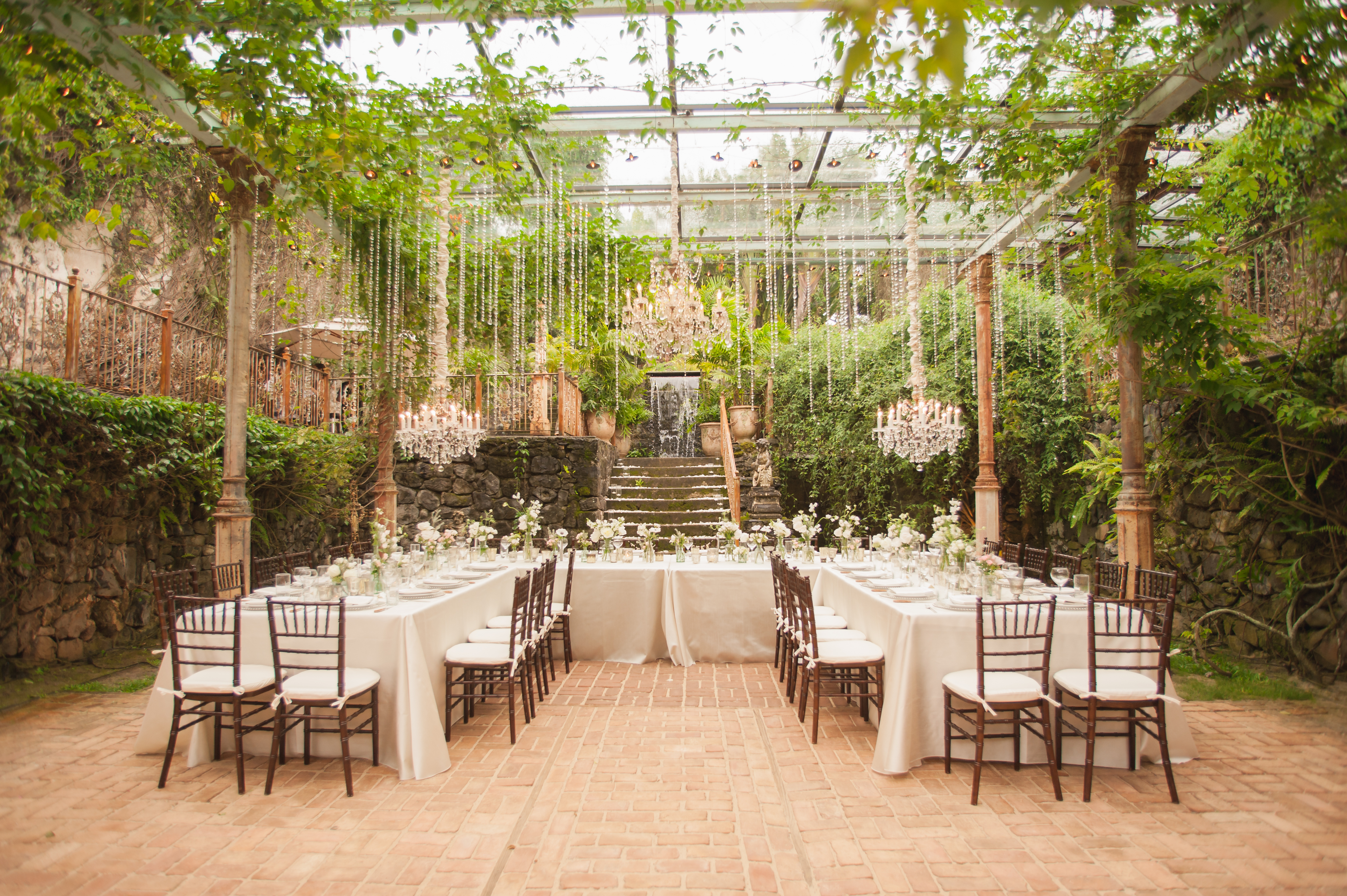
استقبال في حفل زفاف، في هاواي

تتضمن الخدمات التي يقدمها منسق حفلات الزفاف:
- مقابلة العروسين وأهلهما للوقوف على احتياجات وتفضيلات كل منهم.
- تحضير الميزانية
- تصميم وتنسيق الحدث
- تجهيز قائمة التفاصيل (قد يبدأ البحث في التفاصيل قبل سنة أو قبل أسابيع من الموعد)[6]
- تحضير قائمة المدعوين.
- تحديد مكان الحفلة كالفندق أو القاعة.
- تحديد وتوظيف المهنيين ومقدمي الخدمات (كالمطاعم، والمصورين، ومصوري الفيديو وصالونات التجميل ومزودي الأزهار والمخبوزات) وإعداد عقودالتزويد وتنفيذها.
- شراء الزينة والديكورات.
- تنسيق الأعمال في يوم العرس.
- إعداد خطة بديلة في حال حدوث أي طارئ.
- متابعة الجدول الزمني وقد يتم استخدام برمجية لذلك.
- المساعدة في إعداد وثائق الزواج القانونية وترجمتها، خاصة إذا كان الزواج سيتم في مكان آخر أو سيتضمن الانتقال خارج البلاد

## في الثقافة الشعبية
أنتج عام 2001 فيلم منسق الزفاف الكوميدي، من بطولة جينيفر لوبيز وماثيو ماككونوي ويتناول حياة منسقة الزفاف التي تقع في حب أحد العملاء. كما تناولت العديد من البرامج والمسلسلات التلفزيونية التخطيط للحفلات منها قولي نعم للفستان. وهو أحد برامج تلفزيون الواقع الذي يتابع مرحلة شراء العرائس لفستان الزفاف المثالي.